# Холлерит, Герман
Герман Хо́ллерит (англ. Herman Hollerith; 29 февраля 1860 — 17 ноября 1929) — американский инженер и изобретатель. Считается отцом современных автоматических вычислений. Известен как создатель электрической табулирующей системы.

## Биография
Родился в городе Буффало (США) в семье немецких иммигрантов. В 1879 году он окончил горную школу при Колумбийском университете и стал ассистентом профессора У. Трубриджа (англ. W.P. Troubridge) сначала в Колумбийском Университете, а затем в Бюро по переписи населения (англ. U.S. Census Bureau). В 1882 году Холлерит начал преподавание в Массачусетском технологическом институте, а позже перешёл на работу в Патентное ведомство США.
В 1880 годах он разработал оборудование для работы с перфокартами (Патенты США 395781, 395782 и 395783), которое имело значительный успех при переписях населения США в 1890 и 1900 годах.
В 1890 году Холлерит в Колумбийском университете защитил докторскую диссертацию по философии: «Hollerith, Herman, In connection with the electric tabulation system which has been adopted by U.S. government for the work of the census bureau. Ph.D. dissertation, Columbia University School of Mines» (1890).
В 1896 году Холлерит создал компанию Tabulating Machine Company для продвижения своих табулирующих машин. В 1911 году он продал свою компанию и она вошла в промышленный конгломерат C-T-R, созданный предпринимателем Чарльзом Флинтом. В 1924 году C-T-R была переименована в IBM.
В языке Фортран текстовая константа (строка) иногда называется «холлеритова константа».